# Холдеман, Гарри Роббинс
Га́рри Ро́ббинс «Боб» Хо́лдеман (англ. Harry Robbins "Bob" Haldeman; 27 октября 1926, Лос-Анджелес — 12 ноября 1993, Санта-Барбара) — американский политический деятель и бизнесмен, наиболее известный своей деятельностью в качестве начальника штаба Президента Ричарда Никсона и его последующим вовлечением в Уотергейтский скандал. Его непосредственная роль в прикрытии Уотергейте привела к его отставке в правительстве и последующему осуждению по пунктам обвинения в лжесвидетельстве, заговоре и препятствовании правосудию. Был признан виновным и заключён в тюрьму на 18 месяцев. После освобождения он вернулся к частной жизни и был успешным бизнесменом до своей смерти от рака в 1993 году.

## Ранняя жизнь и карьера
Холдеман родился в Лос-Анджелесе 27 октября 1926 года, один из трёх детей из социально-обеспеченной семьи. Его отец, Фрэнсис Гарри Холдеман, основал и успешно возглавлял компанию отопления и кондиционирования воздуха, и оказывал финансовую поддержку местным активам Республиканской партии. Его мать, Кэтрин (урожденная Роббинс), была давним волонтёром из армии спасения и других благотворительных организаций. Его дед по отцовской линии, Гарри Марстон Холдеман, был соучредителем Беттеровской американской федерации Калифорнии, кинокомпании «Оз-фильм» и джентльменского клуба совершенствователей. Молодой Холдеман и его братья и сестры были воспитаны как ревностны христиане. Известный его сверстникам как «прямой как стрела», он носил фирменную с плоским верхом стрижку в его школьные годы, наслаждался уроками по этике и добился звания игл-скаута. Во время обучения в Гарвардской школе он встретился с Джо (Джоанной) Хортон, которая училась в школе Мальборо. Они поженились в 1949 году.
Во время Второй Мировой войны он состоял в военно-морском резерве, но не принимал участия в активных боевых действиях. Холдеман учился в университете «Редлендс», Калифорнийском университете в Лос-Анджелесе и окончил школу права Калифорнийского университета в 1948 году, в котором был членом братства «Бета Тета Пи». В Калифорнийском университете он познакомился с Джоном Эрлихманом, который стал его близким другом и коллегой в администрации Никсона. По окончании учёбы он присоединился к рекламному агентству «Дж. Уолтер Томпсон» и проработал 20 лет в его представительствах Лос-Анджелеса и Нью-Йорка. В числе других сотрудников, назначенных в это же время, стал Рональд Циглер — будущий пресс-секретарь Белого дома в администрации Никсона. Длительная семейная поддержка Республиканской партии и его собственный интерес привлек Холдемана в политику и с этот периода он начал работать на Ричарда Никсона, к которому испытывал беспредельное уважение и непоколебимую лояльность. Как аванс человеку Никсона был дан в избирательных кампаниях Никсона в 1956 и 1960 году. Холдеман руководил предвыборной кампанией Никсона на пост губернатора Калифорнии в 1962 году и, когда Никсон был избран Президентом США в 1968 году, Холдеман стал Главой аппарата Белого дома.

## Карьера в администрации Никсона
Когда Холдеман получил назначение в Белом доме, Роберт Ратленд, близкий друг и выдающийся президентский стипендиат, призвал его начать ведение дневника записи основных событий каждого дня и свои мысли о них. Холдеман принял это предложение и начал заполнять и поддерживать ежедневно дневник на протяжении всей своей карьеры в Белом доме. Полный текст дневников содержит почти 750.000 слов, а его сокращенный вариант, более известный как «Дневники Холдемана», был опубликован после его смерти. Полная версия доступна для исследователей на компакт-диске в Президентской библиотеки и музее Ричарда Никсона.
Приобретя репутацию сурового надсмотрщика, он ожидал от всех первосортную работу. Его и Джона Эрлихмана называли «Берлинской стеной», в которые Белый дом превращается из-за их немецких фамилий и общей склонность к влиянию на Никсона, где выступали в качестве его «привратников». Они стали самыми верными и надежными помощниками Никсона во время его президентства. Оба были заинтересованы в защите того, что они считали интересами Никсона. С Президентом были очень близки — Холдемана даже окрестили «сын Президента-сволочь» — и Никсон полагался на него, чтобы фильтровать информацию, которая входила в его окружение, и проследить за её правильной дозировкой. Чтобы легче достичь этого, Холдеман реорганизовал штат сотрудников Белого дома. Этой модели следуют в Белом доме и сегодня.

### Роль в Уотергейте
Холдеман был одной из ключевых фигур Уотергейтского скандала. Необъяснимы 18,5 минут, стертых с аудиозаписи обсуждения в Овальном кабинете Белого дома с участием Президента и Холдемана. После повреждения свидетельства по указанию юрисконсульта Белого дома Джона Дина, Никсон запросил отставки у Холдемана и Эрлихмана во время долгой и эмоциональной встречи в Кемп-Дэвиде. В телефонном разговоре вскоре после выхода в отставку, Никсон сказал Холдеману, что он любил его как своего брата. Накануне отставки Никсона, Холдеман просил полное помилование наряду с полным помилованием за уклонение от войны во Вьетнаме. Он утверждал, что помилование в отношении уклонистов скажется в его пользу. Никсон отказался.
К 1 января 1975 года Холдеман был осужден за заговор и препятствие правосудию. Он был приговорен к сроку 2,5 до 8 лет, но срок был сокращён на от 1 года до 4 лет после окончательного вынесения приговора. Отбывал наказание в федеральной тюрьме Ломпок и работал химиком на очистных сооружениях. Отсидев 18 месяцев, Холдеман был освобожден условно-досрочно 20 декабря 1978 года.

## Поздняя жизнь
В своей дальнейшей жизни он продолжил карьеру как предприниматель, отдавал предпочтение в инвестициях отельному бизнесу, застройке, недвижимости и сети ресторанов во Флориде.

## Смерть
12 ноября 1993 года, после отказа от медицинской помощи в соответствии с христианской моралью, Холдеман умер от рака желудка, в своём доме в Санта-Барбаре, Калифорния. Его останки были кремированы и рассеяны по территории, точность местонахождения которой до сих пор неизвестно. Со своей женой, Джо, прожил вместе 45 лет и оставил ей четверых детей — Сьюзен, Гарри (Хэнк), Питер и Энн. После его смерти, Ричард Никсон выступил с заявлением: «…я знал Боба Холдемана: это был человек редкого ума, силы, честности и мужества. Он сыграл незаменимую роль в неспокойные времена, когда наша Администрация предпринимала целый ряд инициатив в стране и за рубежом.» В 1994 году Белый дом посмертно выпустил его дневники под названием «Дневники Холдемана». Книга включает введение и послесловие историка Стивена Амброуза.